# Cully (Zwitserland)
Cully is een plaats en voormalige gemeente in het Zwitserse kanton Vaud.
De plaats telt 1.740 inwoners en ligt aan het meer van Genève op 8 kilometer van Lausanne, in een gebied dat bekendstaat als de wijngaardterrassen van Lavaux.

## Geschiedenis
Voor 2008 maakte de gemeente deel uit van het toenmalige district Lavaux. Op 1 januari 2008 werd de gemeente deel van het nieuwe district Lavaux-Oron.
Op 1 januari 2011 fuseerde de gemeente, nadat hierover op 17 mei 2009 een referendum was gehouden, met de gemeentes Epesses, Grandvaux, Riex en Villette tot de nieuwe gemeente Bourg-en-Lavaux.

## Geboren
- Charles Ferdinand Ramuz (1878-1947), Zwitserse, Franstalige schrijver
- Alfredo Bovet (1909-1993), Italiaans wielrenner

## Overleden
- Frédéric Fauquex (1898-1976), politicus
- Simone Oppliger (1947-2006), fotografe
- Claude Verdan (1909-2006), chirurg

- Gemeinsame Normdatei: 4668179-6
- Historisch woordenboek van Zwitserland: 002416
- Library of Congress Control Number: n85357791
- Nationale Bibliotheek van Israël: 987007564874105171
- Virtual International Authority File: 151347232
- WorldCat: E39PBJgXcvPCr9Kgvh6FXWmKh3